# Hans-Joachim Heintze
Hans-Joachim Heintze (* 1949) ist ein deutscher Jurist und Professor an der Universität Bochum im Institut für Friedenssicherungsrecht und Humanitäres Völkerrecht (IFHV).

## Leben
Heintze promovierte 1986 im Bereich Völkerrecht and habilitierte sich an der Universität Leipzig. Er ist Hochschuldozent für Völkerrecht und seit 1991 amtierender Geschäftsführer des Instituts für Friedenssicherungsrecht und Humanitäres Völkerrecht der Universität Bochum. 2001 wurde er Präsident der Forschungsgesellschaft für das  Weltflüchtlingsproblem.
Seine Forschungsschwerpunkte sind Minderheitenrechte, Selbstbestimmung der Völker, Luft und Raumfahrtrecht, Diplomatische Beziehungen und deren Rechtsgrundlage, humanitäres Völkerrecht, das allgemeine Gewaltverbot und humanitäre Intervention.